# 林蔡娩
蔡娩（1910年5月13日—？），冠夫姓為林蔡娩，臺灣第一批登上玉山的女學生之一，藥劑師，音樂家林二的母親，退休後服務於蘭嶼與樂山療養院，為第十一屆醫療奉獻獎得主。

## 生平
林蔡娩為1910年5月13日生，臺北市人。父親是台北開業醫師，祖母是馬偕來台傳教的第一批學生。
林蔡娩就讀臺北第三高女時，教師大橋捨三郎發起女學生登玉山的活動，共有三十多位女學生報名，以測驗繞完各臺北城門來作體力選拔，她與其他十一名同學入選。當時日治時期，臺北第三高女創下多項轟動當時社會的舉動，如1927年女高中生登玉山，1929年女高中生穿泳衣上體育課。林蔡娩回憶在十名原住民、三名警察、三名老師、一位照相師、一名電影師的陣容下，穿著裙子的她們成功登上玉山，成為臺灣第一批登上玉山的女學生。
女校畢業後，林蔡娩在父親診所幫忙，這時一位看病的少年林清安看上了她，此後三不五時就前往報到，進而相戀結婚。夫妻生兩兒子，各取名作林一、林二，是她認為林筆劃簡單，又往直的方面伸展，所以用簡單的橫劃來對稱。當丈夫前往日本習醫後一年，林蔡娩也帶兩個幼兒到日本，起初她在東京青山一帶學裁縫，後改念牙科一年，再改讀昭和女子藥學學校（今昭和藥科大學）。
1951年，林蔡娩加入台灣省台北市藥劑師公會，幫當年一起在日本學藥的同學找到台灣省台北市醫院（今臺北市立聯合醫院中興院區）藥師的工作，朋友卻因故無法前來，便自己到中興醫院報到。工作之閒暇，爬山是她的最大嗜好，曾登頂玉山達十次以上。她很少直接面對病人，會借盤纏給沒有錢坐車回家的病患，也不管對方還不還。至於丈夫在臺北市南昌路開設清安醫院，曾競選第三到五屆台北市長選舉，崇尚將自己當細菌實驗對象的马克斯·冯·佩滕科弗，他得糖尿病時便把自己作實驗對象而於1972年12月11日病逝。
林蔡娩在中興醫院工作到六十五歲退休，在家裡她親自照顧兒子林二的起居飲食，常念要離婚的兒子要再娶妻子。1977年，已經六十八歲的她聽說蘭嶼環境落後，便開始到蘭嶼服務。她自願到蘭嶼服務過四個月後，後來每隔兩個月回到蘭嶼一次。在蘭嶼，她不僅是藥師，也兼差從事衛生教育宣導工。她會請台北市藥師公會夠發動藥品募捐，由藥界來支援馬偕醫院在蘭嶼的偏鄉醫療。她也幫一位自願前往蘭嶼奉獻的青年林茂安，籌募在蘭嶼辦蘭恩幼稚園的經費。後來她透過友人介紹擔任樂山療養院院長，還會叫兒子到療養院演奏小提琴，用音樂撫慰病患。
林蔡娩八旬時罹患骨質疏鬆症，又因先前出過兩次車禍身體狀況不佳，每周均需有人陪同到公保中心復健四次及到馬偕醫院就診一次，但兒子林二中風、無業，經濟也不好。市長陳水扁經由議員江蓋世得知，便在1998年8月12日前往探視，並吩咐社會局局長陳菊派遣居家服務員、及替這對母子申請低收入戶。
2001年林蔡娩得到醫療奉獻獎時，感言是得這獎是她一生最大的成就。